# Дебют королевского коня
Дебю́т короле́вского коня́ — дебют, начинающийся ходами 
1. e2-e4 e7-e5 
2. Кg1-f3.
Относится к открытым началам.

## Варианты
- 2…Кb8-с6 — наиболее популярное продолжение, база для венгерской, испанской, итальянской и шотландской партий, гамбитов Блэкберна и гамбита Руссо, дебютов Константинопольского, Понциани, защиты двух коней, дебютов трёх коней и четырёх коней.
- 2…Кg8-f6 (Русская партия)
- 2…d7-d6 (Защита Филидора)

Менее популярные варианты:
- 2…Фd8-e7 (Защита Гундерама)
- 2…Фd8-f6 (Защита Греко)
- 2…f7-f6 (Защита Дамиано)
- 2…d7-d5 (Центральный контргамбит)
- 2…f7-f5 (Латышский гамбит)

В ряде источников начала данной группы получили название «неправильные защиты против дебюта королевского коня», так как по статистике они ведут к худшей для чёрных игре.